# Unità internazionale
In farmacologia, l'Unità Internazionale è un'unità di misura della quantità di una sostanza, basata sul suo effetto ovvero sulla sua attività biologica. Viene abbreviata con UI, oppure, secondo l'uso di altri Paesi, con IU (in inglese: International Unit) o con IE (in tedesco: Internationale Einheit; in danese: International Enhed; in svedese: Internationell Enhet).
Viene adoperata per quantificare vitamine, ormoni, alcuni farmaci, vaccini, emoderivati e sostanze simili biologicamente attive.
Molti agenti biologici esistono in diverse forme o preparazioni (per es. la vitamina A, nella forma di retinolo oppure di β-carotene). Lo scopo dell'Unità Internazionale è quello di poterli confrontare, in modo che forme o preparazioni differenti che hanno lo stesso effetto biologico contengano lo stesso numero di UI.
A tal fine, un "Comitato di Esperti per la Standardizzazione Biologica" dell'Organizzazione mondiale della sanità individua una preparazione di riferimento dell'agente biologico in causa, stabilisce arbitrariamente il numero di UI in essa contenute, e specifica una procedura biologica per confrontare altre preparazioni dello stesso agente con quella di riferimento.
Dato che il numero di UI contenute in una nuova sostanza viene stabilito in modo arbitrario, non vi è alcuna equivalenza fra le quantità di UI di agenti biologici diversi: ad esempio, 1 UI di vitamina E non può essere equiparata in alcun modo con 1 UI di vitamina A, nemmeno sotto il profilo della massa o dell'efficacia.
Malgrado il suo nome, l'UI non fa parte del Sistema internazionale di unità di misura, adoperato in fisica e in chimica.
L'UI non va confusa con l'unità enzimatica, nota anche come Unità internazionale di attività enzimatica e abbreviata con U.
Per evitare la possibilità che, specie nella forma IU o IE, la lettera "I" venga confusa con la cifra "1", alcuni ospedali e case produttrici di farmaci omettono tale lettera, usando rispettivamente solo la U o la E nell'indicazione dei dosaggi, oppure scrivendo la parola "Unità" per intero.

## Masse equivalenti per 1 UI
Per alcune sostanze, la massa equivalente a 1 UI è stata determinata a posteriori. In tale evenienza, l'espressione in forma di UI della quantità di tale sostanza viene abbandonata ufficialmente in favore di quella stabilita secondo la massa, anche se spesso rimane nell'uso.
- Vitamina A: 1 UI è l'equivalente biologico di 0,3 µg di retinolo o di 0,6 µg di β-carotene o di 1,2 µg di altri carotenoidi;[1][2]
- Vitamina C: 1 UI corrisponde a 50 µg di acido L-ascorbico;
- Vitamina D: 1 UI è l'equivalente biologico di 0,025 µg di colecalciferolo/ergocalciferolo;
- Vitamina E: 1 UI è l'equivalente biologico di circa 0,667 mg di d-α-tocoferolo (esattamente 2/3 di mg), o di 0,45 mg di dl-α-tocoferolo acetato.[2][3]
- Insulina: 1 UI è equivalente a 0,0347 mg di insulina umana (28,8 UI/mg).